# Yainville
Yainville este o comună în departamentul Seine-Maritime, Franța. În 1 ianuarie 2022 avea o populație de 1.033 de locuitori.

## Comune vecine
|               | Le Trait | Duclair |
| Heurteauville |          |         |
|               | Jumièges |         |